# Pseudogekko atiorum
Espèce
Pseudogekko atiorum est une espèce de geckos de la famille des Gekkonidae.

## Répartition
Cette espèce est endémique de Negros aux Philippines.

## Publication originale
- Davis, Watters, Köhler, Whitsett, Huron, Brown, Diesmos & Siler, 2015 : Redescription of the rare Philippine false gecko Pseudogekko brevipes (Reptilia: Squamata: Gekkonidae) and description of a new species. Zootaxa, no 4020 (2), p. 357–374.